# Un traduttore
Un traduttore (Un traductor) è un film del 2018 diretto da Rodrigo Barriuso e Sebastián Barriuso.

## Trama
All'Università dell'Avana ad un professore di letteratura russa viene assegnato il compito di lavorare come traduttore con i bambini vittime del disastro di Černobyl'.